# Liste des longs métrages koweïtiens proposés à l'Oscar du meilleur film international
Cet article présente la liste des longs métrages koweïtiens proposés à l'Oscar du meilleur film international.

## Films proposés par le Koweït
| Année (Cérémonie) | Titre français   | Titre original | Réalisateur           | Résultat  |
| ----------------- | ---------------- | -------------- | --------------------- | --------- |
| 1973 (45e)        | La Mer cruelle   | بس يابحر       | Khaled Al Siddiq (ar) | Non nommé |
| 1979 (51e)        | Urs Al-Zayn (ar) | عرس الزين      | Khaled Al Siddiq (ar) | Non nommé |